# Foraar i Zoo
Foraar i Zoo er en dansk dokumentarisk optagelse fra 1944.

## Handling
Bavianerne leger i abegrotten. Søløver og hvalrosser fodres af dyrepasseren. Hvide mus. En panterunge leger på stuegulvet med en mand.